# Raisel Iglesias
Raisel Iglesias Travieso (Isla de la Juventud, 4 gennaio 1990) è un giocatore di baseball cubano, lanciatore di chiusura per i Los Angeles Angels della Major League Baseball (MLB).

## Carriera

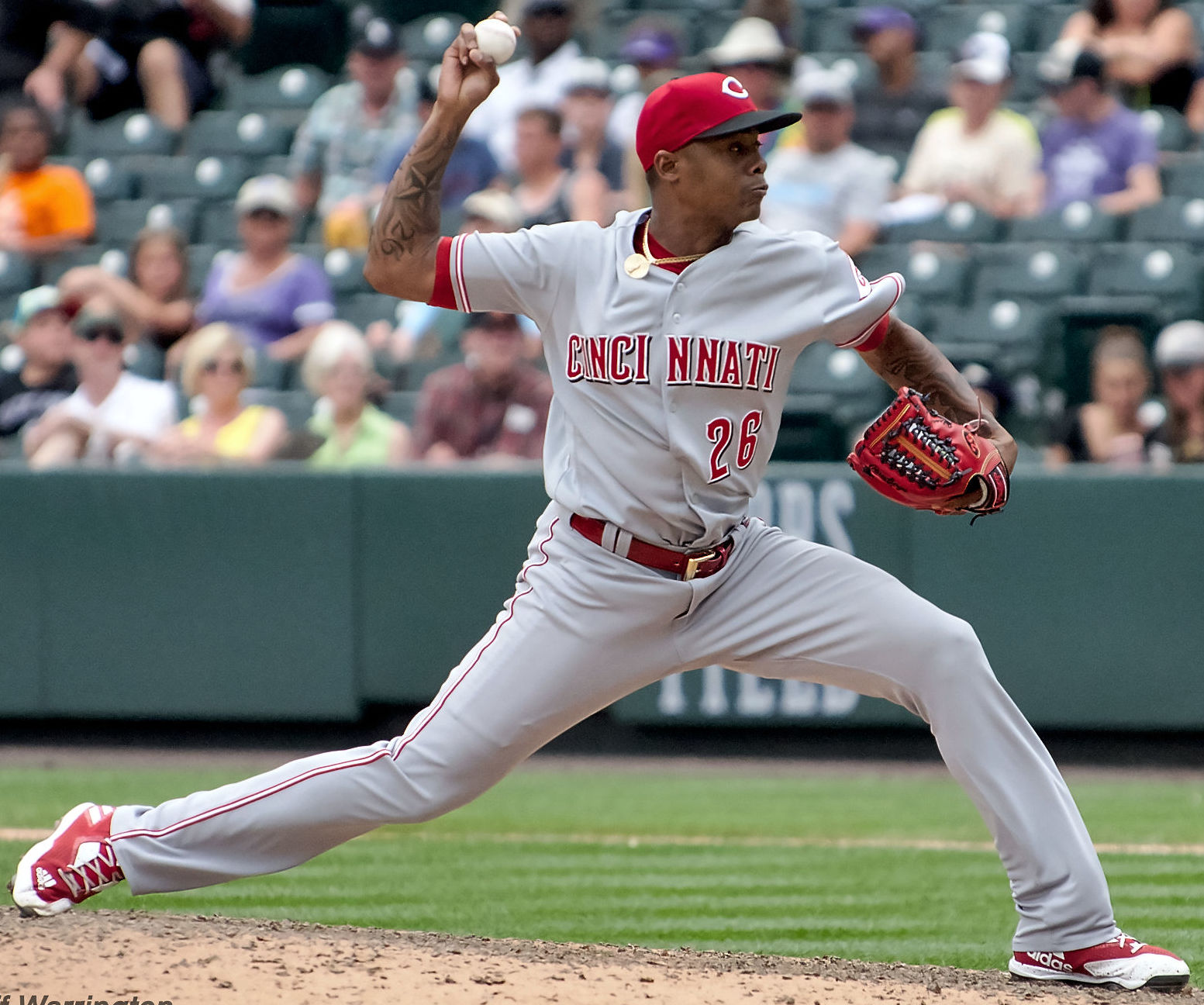
Iglesias con i Reds nel 2017

Iglesias iniziò la sua carriera nella Serie Nacional de Béisbol di Cuba nel 2010 con la squadra dell'Isla de la Juventud. Nel 2013 fu convocato dalla Nazionale di baseball di Cuba per il World Baseball Classic.
Nel Settembre 2013, Iglesias tentò la defezione da Cuba. Si nascose nelle montagne di Isla de la Juventud, ma fu catturato e incarcerato. Nel novembre dello stesso anno, Iglesias riuscì a disertare da Cuba. Stabilì la sua residenza ad Haiti e partecipò ad una prova in Messico a dicembre. Il 27 giugno 2014 firmò con i Cincinnati Reds un contratto di sette anni del valore di 27 milioni di dollari. I Reds aggiunsero Raisel ufficialmente al loro elenco di 40 uomini, quando arrivò negli Stati Uniti il 12 agosto.
Debuttò nella MLB il 12 aprile 2015, al Great American Ball Park di Cincinnati contro i St. Louis Cardinals. Schierato inizialmente come lanciatore partente, a partire dalla stagione 2016 viene impiegato come closer dai Reds. L'8 agosto 2020 contro i Brewers, Iglesias ottenne la sua 100ª salvezza di carriera.

### Los Angeles Angels
Il 7 dicembre 2020, i Reds scambiarono Iglesias con i Los Angeles Angels per Noé Ramirez e un giocatore da nominare in seguito. Divenne free agent a fine stagione, rinnovando poi con gli Angels il 1º dicembre 2021, con un contratto quadriennale dal valore complessivo di 58 milioni di dollari.

## Nazionale
Iglesias partecipò con la Nazionale Cubana al World Baseball Classic 2013.